# Cruz Espanhola
A Cruz Espanhola (em alemão:  Spanienkreuz) foi uma distinção atribuída, no período nazi da Alemanha, aos militares que participaram na Guerra Civil Espanhola, combatendo ao lado do general nacionalista, Francisco Franco.